# جيمس س. مكينلي جونيور
جيمس س. مكينلي جونيور (بالإنجليزية: James C. McKinley, Jr.)‏ هو صحفي أمريكي، ولد في 1962.